# Governatore del Sergipe
Il Governatore del Sergipe è il governatore dello Stato federato brasiliano del Sergipe.

## Elenco
| Ritratto | Nominativo       | Mandato          |
| -------- | ---------------- | ---------------- |
|          | João Alves Filho | 1991 - 1995      |
|          | Albano Franco    | 1995 - 2003      |
|          | João Alves Filho | 2003 - 2007      |
|          | Marcelo Déda     | 2007 - 2013      |
|          | Jackson Barreto  | 2013 - 2018      |
|          | Belivaldo Chagas | 2018 - 2023      |
|          | Fábio Mitidieri  | 2023 - in carica |